# Лланвайрпуллґвінґіллґоґерихвирндробуллллантісіліоґоґоґох
Лланвайр-Пуллґвінґілл або Ханвайр-Пухґвінґіх (валл. Llanfair Pwllgwyngyll) — село в Уельсі, на острові Анґлсі, біля протоки Менай. Неофіційна, але відоміша назва цього села — Лланвайрпуллґвінґілґоґерихвирндробуллллантісіліоґоґоґох (валл. Llanfairpwllgwyngyllgogerychwyrndrobwllllantysiliogogogoch).
Згідно з переписом 2001 р. населення громади становило 3040 осіб, 76 % з яких вільно володіють валлійською. Найбільше носіїв мови спостерігається в групі 10-14-річних мешканців села (97.1 %).
Головним туристичним об'єктом є вивіска залізничної станції, під якою обов'язково фотографуються гості села. Окрім того, туристи ставлять спеціальний штамп у місцевих крамницях і туристичному центрі.
У селі також встановлена 27-метрова колона — монумент, що увічнив подвиг Генрі Вільяма Педжета, 2-го графа Аксбриджа у битві при Ватерлоо.

## Назва

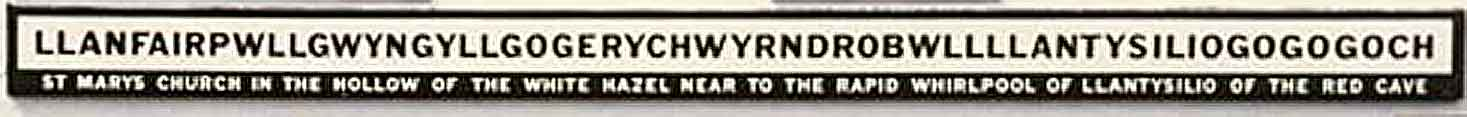
Знак на залізничній станції

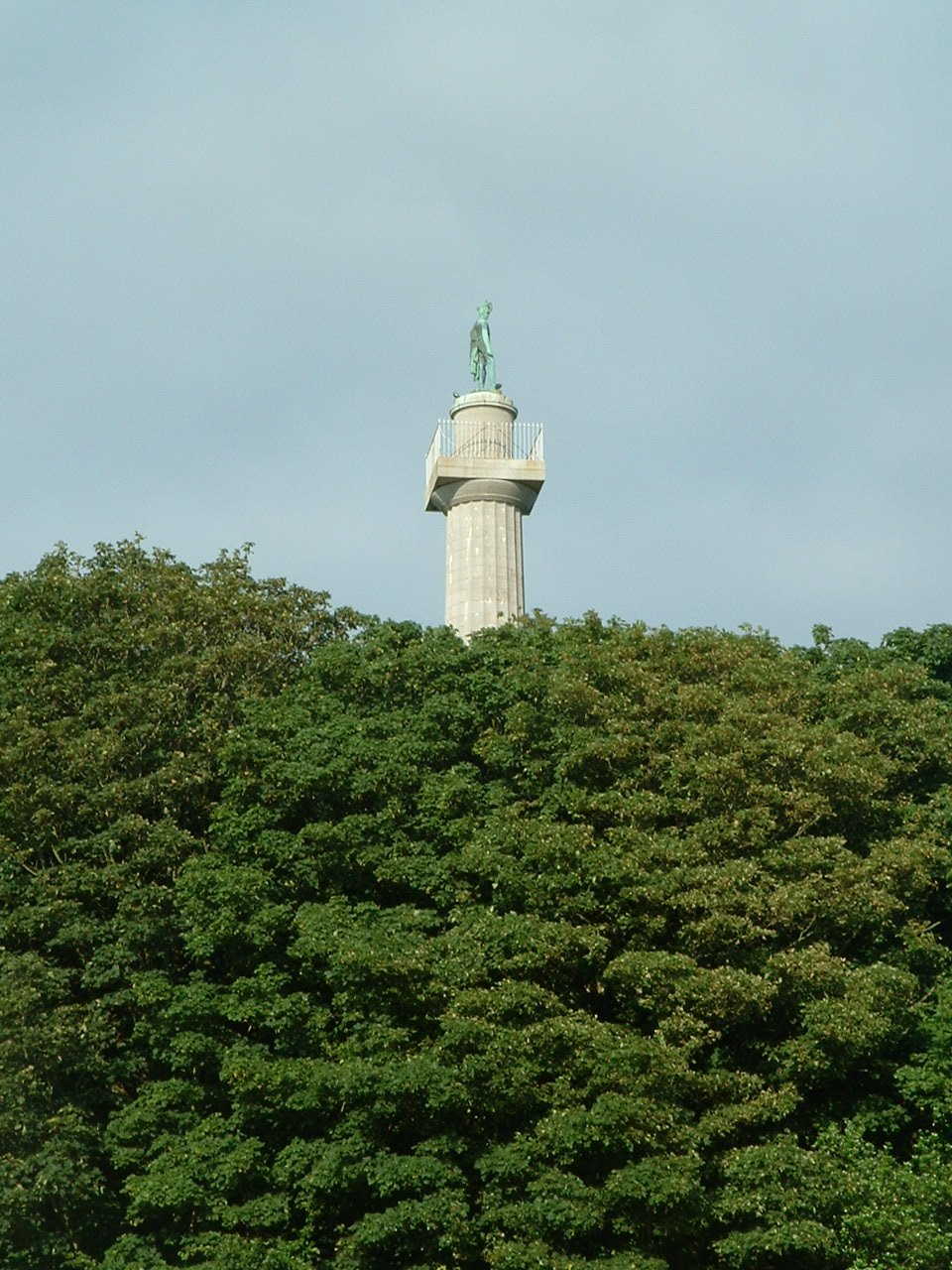
Колона графа Аксбриджа

Довга назва села більша за офіційно визнану назву у Великій Британії і є однією з найдовших у світі, маючи 58 літер (51 літера валлійською, у якій ll, ng та ch — диграфи, і розглядаються як одна буква).
Назва не зовсім відповідає правилам побудови валлійських топонімів. Штучна назва була присуджена станції у 1860-ті роки — ранній приклад рекламного трюку, метою якого була спроба перетворити село на комерційний і туристичний центр.
Село завдячує своєю назвою шевцеві з Менай-Бриджа. Згідно з валлійським філологом Джоном Морісом-Джонсом (1864–1929), назву вигадав місцевий кравець (за іншими відомостями, шинкар), чиє ім'я залишилося невідомим.

## Значення назви
Назва означає «Церква св. Марії (Llanfair) в улоговині (pwll) білої ліщини (gwyngyll) біля (goger) бурхливого виру (y chwyrndrobwll) і церкви св. Тісіліо (llantysilio), що поруч з червоною печерою ([a]g ogo goch)».
Проте село офіційно називається Llanfair Pwllgwyngyll або Llanfairpwllgwyngyll. Існує також коротка назва — Llanfair PG, яка відрізняє населений пункт від інших валлійських сіл зі словом Llanfair  в їх назві.
Llanfair Pwllgwyngyll перекладається як «Церква св. Марії в улоговині білої ліщини». Pwllgwyngyll — назва середньовічного містечка, на території якого розташоване село.

## Вимова
Повна назва села — Llanfairpwllgwyngyllgogerychwyrndrobwllllantysiliogogogoch, яка вимовляється як [ˌɬan.vair.puɬ.ˌgwɪ̈n.ɡɪ̈ɬ.ɡo.ˌger.ə.ˌχwərn.ˌdro.buɬ.ˌɬan.tɪ̈.ˌsil.jo.ˌgo.ɡo.ˈgoːχ]).
Загальноприйнятих правил щодо написання і вимови українською кельтських назв немає. Диграф ch — глухий язичковий фрикативний, як німецький алофон [x]. Ll — глухий альвеолярний латеральний спірант [ɬ], звук, який не має українського відповідника і приблизно вимовляється як [х(л)] або [ш(л)], залежно від акценту носія мови. Приблизна вимова назви українською звучить як Ханвèйр-пухґвінґìх-ґоґерѝкх-вирндробòх-хантисìльйо-ґоґоґòх.

## Історія

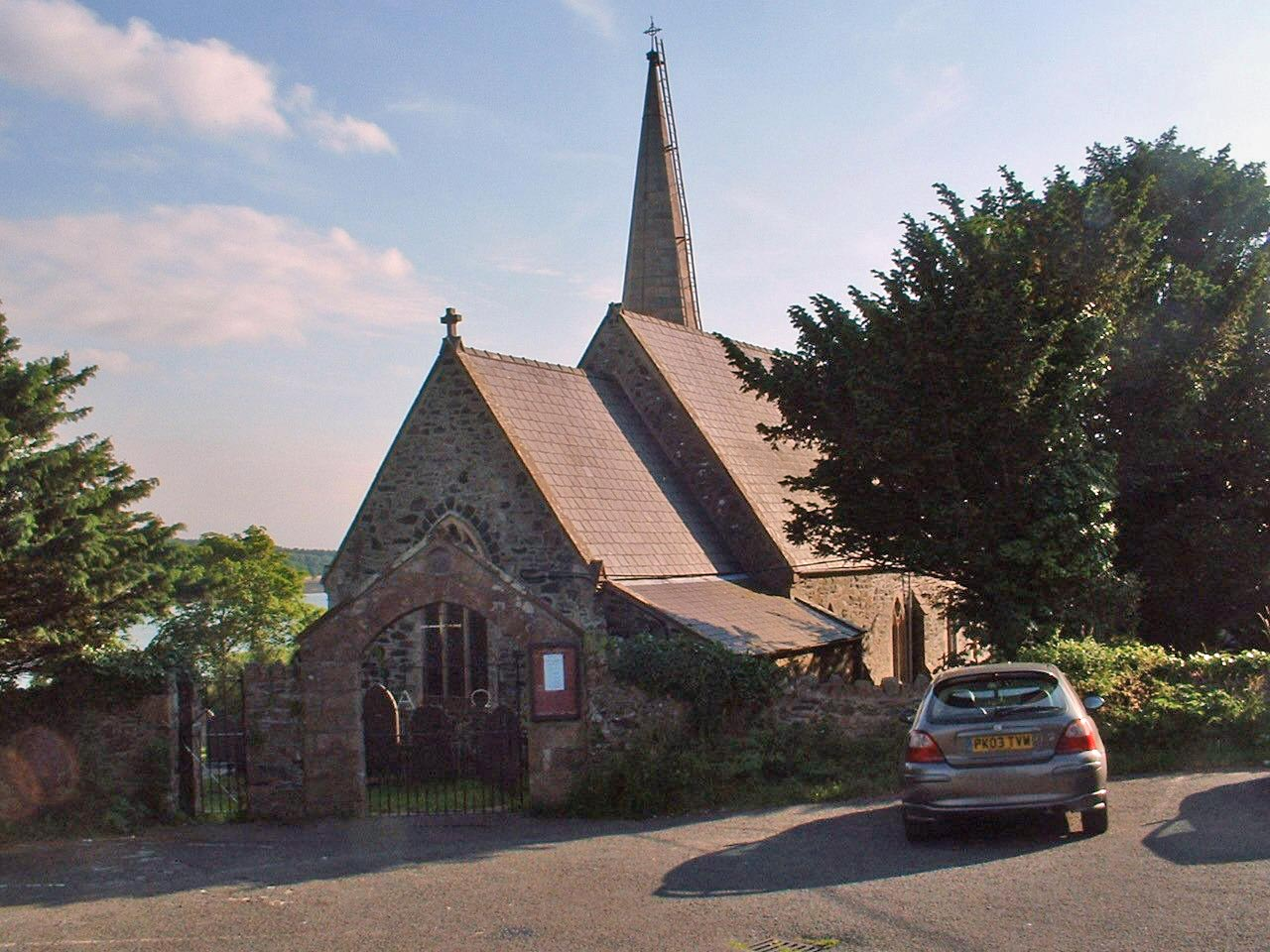
Церква св. Марії, на честь якої названо село

На місці села виявлено поселення епохи неоліту, мешканці якого займалися примітивним сільським господарством і рибальством. У римську добу острів Анґлсі захопили римляни на чолі з Гаєм Светонієм Пауліном, що воював з кельтською королевою Боудікою.
Після виведення римських військ, область потрапила під контроль Королівства Ґвінет, одного з кельтських королівств середньовічного Уельса. Відтак мешканці відбували феодальні повинності на користь короля. Населення села становило лише близько 80 осіб.
З XVI ст. велика частина землі острова була включена до графства Аксбридж, яким володів маркіз Анґлсі. У наслідок обгороджування селяни були позбавлені права на володіння і користування землею.
Згідно з переписом 1801 р. чисельність населення села становила 385 осіб.
У 1826 р. село було з'єднано з іншою частиною Уельсу Підвісним мостом через Менай, спроектованим Томасом Телфордом, а у 1850 р. — мостом Британія і залізницею, що з'єднала порт Голігед з Лондоном.
Село розділене на Верхнє село (Pentre Uchaf), у якому розташовані переважно старі будинки і ферми, і нове Нижнє село (Pentre Isaf), яке побудоване навколо залізничної станції і складається в основному з крамниць і майстерень. Село поступово перетворилося на центр торгівлі всього Північного Уельсу.
Останнім часом село розрослося і стало північним передмістям Банґора.
Побратимами села є французький муніципалітет І та нідерландське село Е.

## Конкурентні назви
Село Llanfynydd у графстві Кармартеншир прийняло неофіційну назву Llanhyfryddawelllehynafolybarcudprindanfygythiadtrienusyrhafnauole (Тихе красиве село, історичне місце з рідкісними рудими шуліками, що знаходяться під загрозою бути вбитими жалюгідними лезами) на знак протесту проти будівництва вітрових електростанцій.
До 2007 р. залізнична станція Ґольф Холт Ферборнської залізниці у Ґвінеті на півночі Уельсу називалася Ґорсаваутакхаідраіґодангетоґлетохонпенрінареірдраіскередіґіон.